# Bro-country
Bro-country er en stilart fra country som stammer fra det 21'ende århundrede og tager dets tegn fra hiphop, pop og moderne country. Denne stilart er tungt afhængig af sangtekster om piger, at feste og at drikke øl. Denne musikalske stilart afviger fra traditionel country for at fremhæve mere moderne popstile såsom elektroniske beats, autotune og gentagne omkvæd. Nogle kunstnere i denne stilart inkluderer Florida Georgia Line, Fast Ryde, Luke Bryan, Tyler Farr, Billy Currington, Jason Aldean og Chase Rice.